# Бруклин Сентер (Минесота)
Бруклин Сентер (енгл. Brooklyn Center) град је у америчкој савезној држави Минесота.

## Демографија
По попису из 2010. године број становника је 30.104, што је 932 (3,2%) становника више него 2000. године.
| Група             | 2000.          | 2010.          |
| Белци             | 20.530 (70,4%) | 13.815 (45,9%) |
| Афроамериканци    | 4.110 (14,1%)  | 7.810 (25,9%)  |
| Азијати           | 2.565 (8,8%)   | 4.309 (14,3%)  |
| Хиспаноамериканци | 823 (2,8%)     | 2.889 (9,6%)   |
| Укупно            | 29.172         | 30.104         |